# Beppu, Ōita
Beppu (別府市 (Biệt Phủ thị) Beppu-shi) là một thành phố ở tỉnh Ōita trên đảo Kyūshū, Nhật Bản. Tính đến ngày 31 tháng 1 năm 2008, Beppu có dân số 122.297 người và tổng diện tích 125,13 km² với mật độ 977 người trên mỗi km².

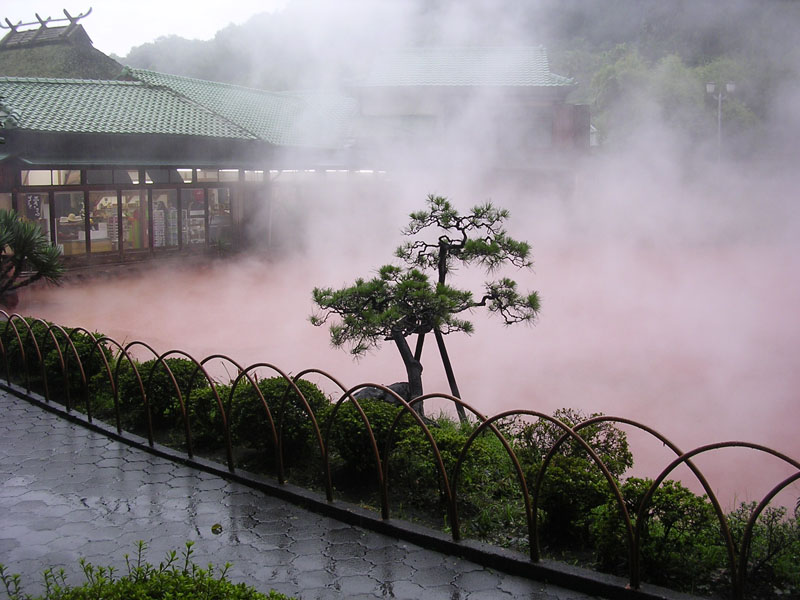
Suối nước nóng Hồ Máu ở Beppu)

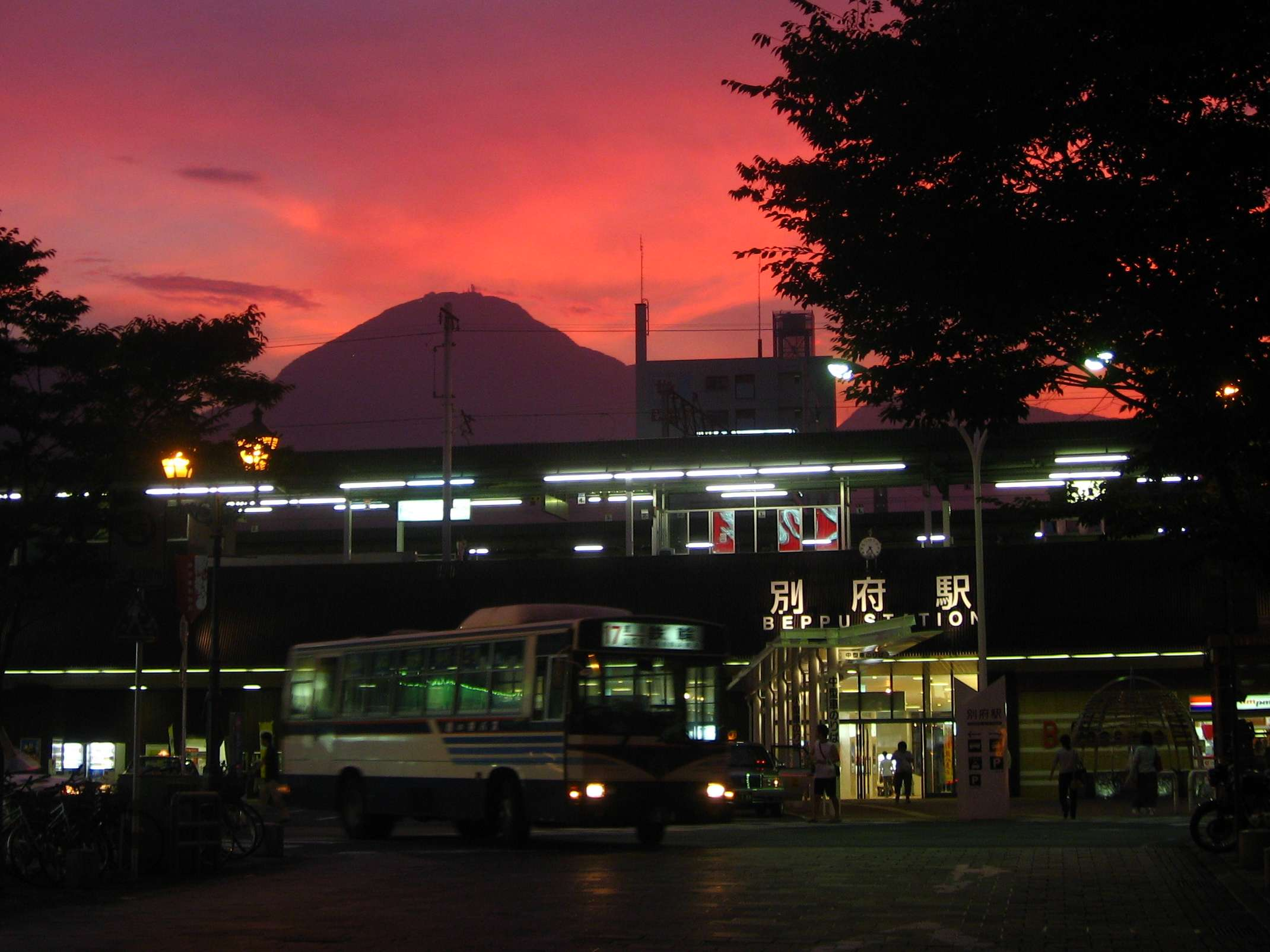
Nhà ga Beppu

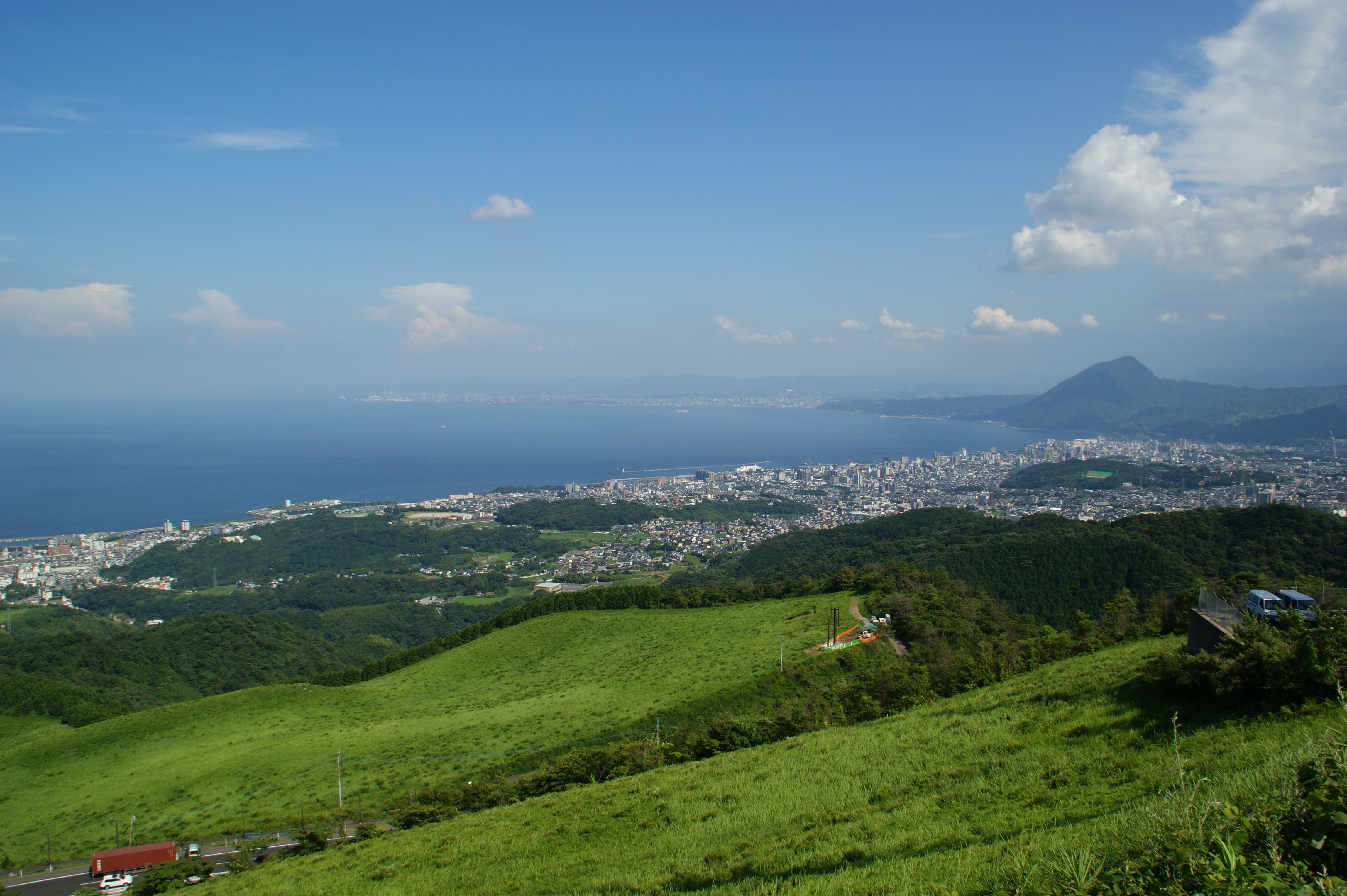
Vịnh Beppu

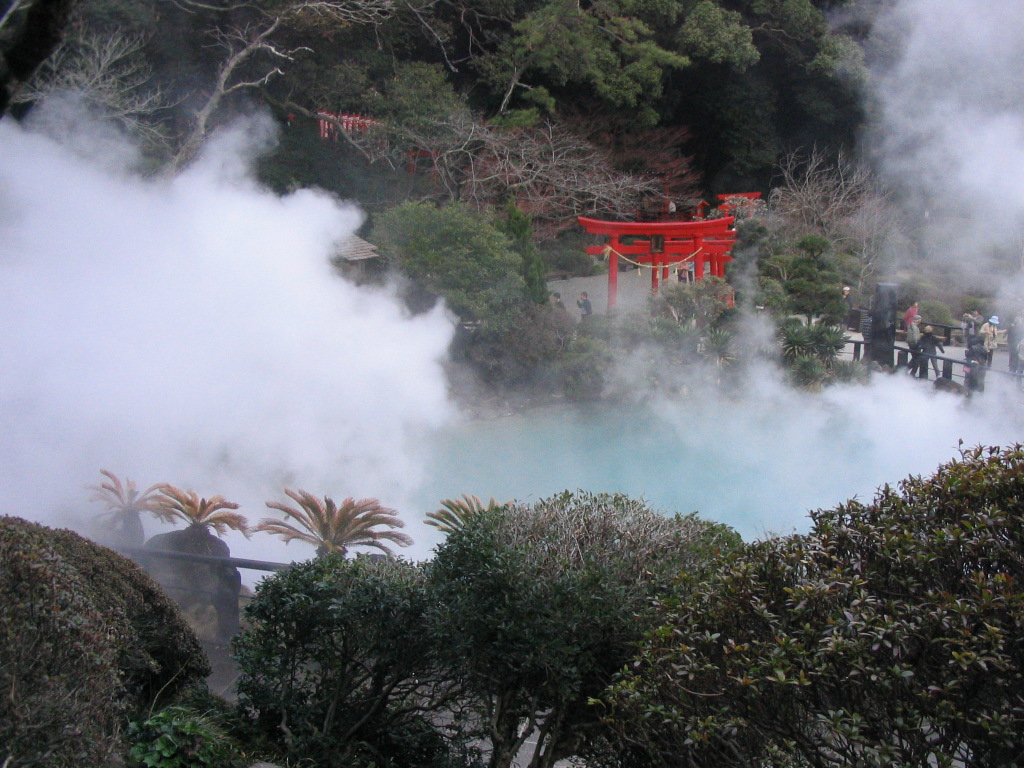
Sea Hell

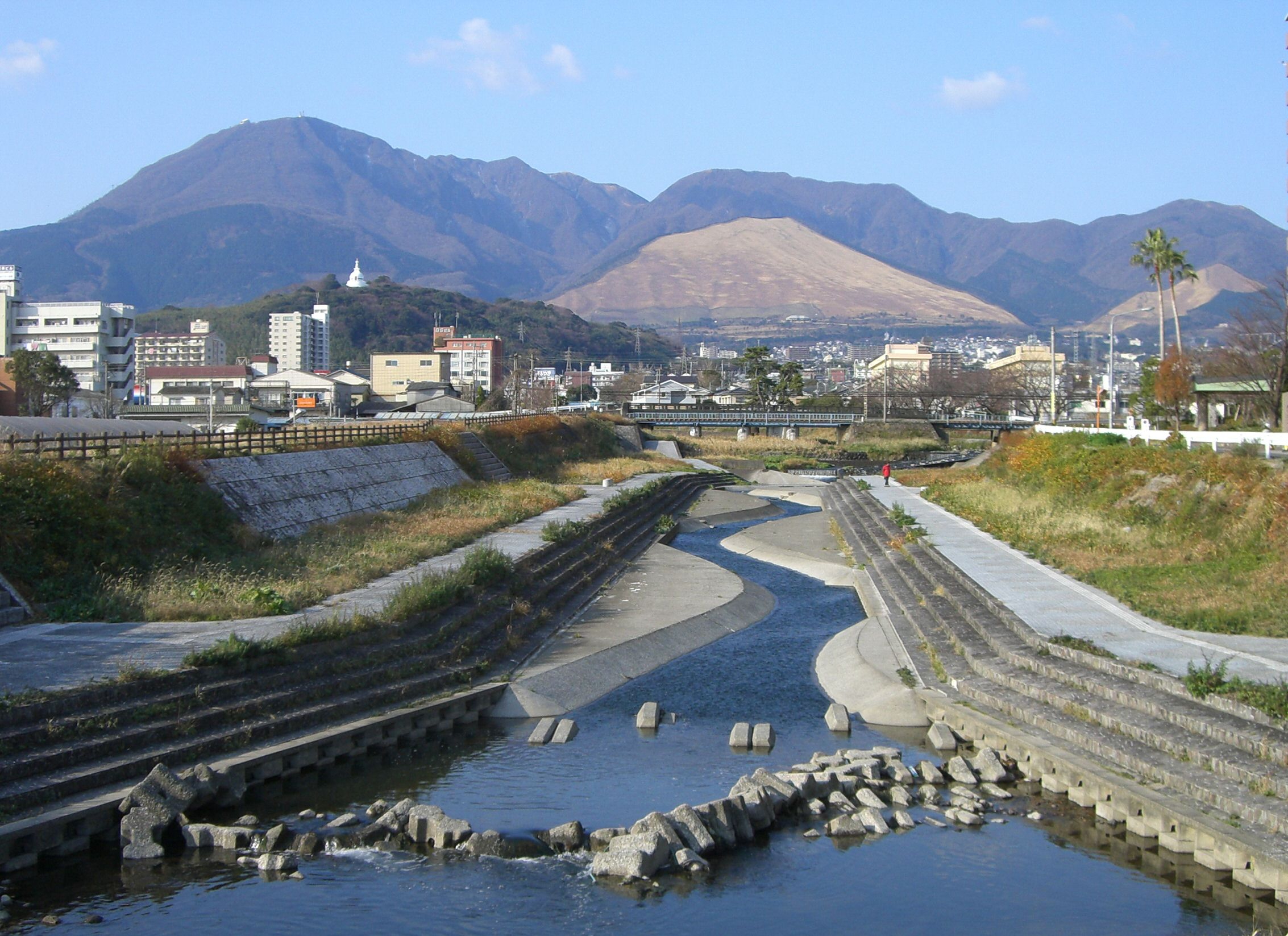
Takeshi Tsurumi nhìn từ thành phố

Beppu lập lên ngày 1 tháng 4 năm 1924 và thường được biết đến vì nhiều onsen (ôn tuyền tức suối nước nóng). Ở Nhật Bản, Beppu được coi là "thủ đô suối nước nóng". So sánh dung tích thì Beppu có lượng nước nóng ngầm trong lòng đất lớn thứ nhì thế giới sau Yellowstone ở Hoa Kỳ.
Beppu có 9 điểm nóng địa nhiệt, tục gọi là "chín địa ngục của Beppu". Beppu được chia thành 8 khu vực suối nước nóng chính
- Beppu Onsen
- Kankaiji
- Kamegawa
- Shibaseki
- Kannawa
- Myoban
- Horita
- Hamawaki

## Thành phố kết nghĩa
Thành phố Beppu kết nghĩa với:
- Atami, Tỉnh Shizuoka, Nhật Bản
- Bath, Vương quốc Anh
- Beaumont, Texas, Hoa Kỳ
- Jeju, Hàn Quốc
- Mokpo, Hàn Quốc
- Rotorua, New Zealand
- Yên Đài, CHND Trung Hoa